# سالم علي إبراهيم
سالم علي إبراهيم (مواليد 27 سبتمبر 1993، لاعب كرة قدم إماراتي يجيد اللعب في الوسط مع نادي مصفوت.

## مسيرة اللاعب
لعب سابقاً في نادي الجزيرة ونادي بني ياس ونادي خورفكان ونادي الإمارات ونادي مصفوت.

## روابط خارجية
- سالم علي إبراهيم على موقع الاتحاد الدولي (مؤرشف)  (الإنجليزية)
- سالم علي إبراهيم على موقع Soccerway.com (الإنجليزية)